# Cubano-Américains
Les Cubano-Américains sont les citoyens et résidents des États-Unis d'origine cubaine.
Lors du recensement de 2010, 1 785 547 personnes s'identifient comme cubano-américaines, soit 0,6 % de la population des États-Unis et 3,5 % de la population hispaniques et latino.
Avec 1 213 438 personnes s'identifiant comme cubano-américaines lors du recensement de 2010, la Floride concentre 68 % de la population cubano-américaine.
Les migrants cubains bénéficient d'un traitement privilégié par rapport aux autres migrants latino-américains et sont plus facilement régularisés.
L’extrême droite cubaine détient depuis les années 1960 une forte influence à Miami, en raison de son pouvoir économique, du soutien de certains gouvernements notamment issus du Parti républicain, et au contrôle d'une grande partie des médias : deux quotidiens, Diario las Américas et El Nuevo Herald, six stations de radio (La Poderosa, Radio Mambi, WQBA, etc), et la chaine de télévision locale Canal 41. Pourtant, son influence tend à décliner notamment dans les années 2000, une part croissance de la communauté cubano-américaine souhaitant une normalisation diplomatique avec l'ile afin de voyager ou y investir.
Dans les années 1970, avec le soutien d'amis cubains dont Frank Calzon, Elena Mederos Cabaña fonde la revue Of Human Rights qui prend en charge le dénombrement de Cubains victimes d’exécutions sommaires lors de la révolution cubaine et des prisonniers du régime castriste. Cette base de données est notamment destinée aux universitaires et hommes politiques américains afin qu'ils interviennent en faveur des prisonniers politiques cubains. Elle organise aussi un lobby constitué d'exilés cubains qui a contribué à la libération de milliers de prisonniers politiques à Cuba.
Lors de la présidentielle de novembre 2000, George Bush a obtenu quatre fois plus de voix que son rival démocrate Al Gore auprès de la communauté cubaine de Miami. Le vote en faveur du Parti républicain est cependant en recul lors de la présidentielle de 2012. Au Congrès, les élus issus de cette communauté, qu'ils soient républicains ou démocrates, militent contre tout rapprochement avec l'ile. Ils y ont un poids déterminant, ayant notamment présidé les commissions des affaires étrangères du Sénat (Robert Menendez) et de la Chambre des représentants (Ileana Ros-Lehtinen).